# Michael Skibbe
Micheal Skibbe (Gelsenkirchen, 4 agosto 1965) è un allenatore di calcio ed ex calciatore tedesco, di ruolo attaccante, tecnico del Sanfrecce Hiroshima.

## Carriera

### Calciatore
Skibbe ha iniziato la sua carriera tra le giovanili del Wattenscheid, per poi passare a quelle dello Schalke. In prima squadra ha giocato 15 volte, ma a causa di tre rotture dei suoi legamenti crociati, ha dovuto abbandonare presto la carriera da calciatore.

### Allenatore
A ventidue anni Skibbe ha iniziato ad allenare le giovanili Under-17 dello Schalke (dal 01/07/1987 al 30/06/1989).

#### Borussia Dortmund
Successivamente è diventato responsabile del settore giovanile del Borussia Dortmund (dal 01/07/1989 al 30/06/1994). Il 1º luglio 1994 diventa allenatore dell'Under-19 del Borussia Dortmund. Il 30 giugno 1997 lascia l'incarico, per passare il giorno seguente alla guida del Borussia Dortmund II. Il 30 giugno 1998 lascia la seconda squadra del Dortmund per diventare l'allenatore della prima squadra il 1º luglio 1998 fino al 4 febbraio 2000.
Il 27 luglio accetta l'incarico di diventare il vice di Rudi Völler nella nazionale tedesca. Lasciano entrambi la nazionale il 24 giugno 2004. Dal 24 agosto 2004 al 9 ottobre 2005 è stato allenatore dell'Under-18 e responsabile del settore delle giovanili tedesche. Dal 1º settembre 2004 al 2 luglio 2005 diventa pure allenatore dell'Under-20.
Il 9 ottobre 2005 è stato chiamato come allenatore del Bayer Leverkusen, ottenendo due quinti posti in Bundesliga nelle prime due stagioni. Il 21 maggio 2008 è stato esonerato dopo aver raggiunto un settimo posto.
L'11 giugno 2008 Skibbe ha firmato un contratto con il Galatasaray, vincendo all'esordio il suo primo trofeo, la Türkiye Süper Kupası, dopo una vittoria per 2-1 contro il Kayserispor. Il suo esonero è arrivato il 23 febbraio 2009 dopo una sconfitta per 5-2 contro il Kocaelispor.
Il 4 giugno 2009 l'Eintracht ha annunciato che Skibbe sarebbe stato il successore di Friedhelm Funkel a partire dal 1º luglio. Il 22 marzo 2011, dopo una crisi di risultati, è stato sollevato dall'incarico.
Il 17 luglio 2011 l'Eskişehirspor lo ha assunto come nuovo allenatore della prima squadra, dove ha sostituito Bülent Uygun. Dopo sei mesi Skibbe si è dimesso per tornare in Germania, alla guida dell'Hertha Berlino.
Il 22 dicembre 2011 è stato ufficializzato il suo ingaggio alla guida dell'Hertha, firmando un contratto che durerà fino al 30 giugno 2014.
Il 12 febbraio 2012 è stato licenziato, il giorno dopo la sconfitta per 5-0 subita dallo Stoccarda.
Il 5 giugno 2012 diventa il nuovo allenatore del Karabükspor, firmando un contratto di due anni. Rimane alla guida fino al 4 novembre.
Il 16 giugno 2013 viene ingaggiato dal Grasshopper in sostituzione di Uli Forte.
Il 29 ottobre 2015 viene nominato CT della nazionale greca.

## Statistiche

### Statistiche da allenatore

#### Club
Statistiche aggiornate al 13 dicembre 2024. In grassetto le competizioni vinte.
| Stagione                     | Squadra                      | Campionato                   | Campionato | Campionato | Campionato | Campionato | Coppe nazionali | Coppe nazionali | Coppe nazionali | Coppe nazionali | Coppe nazionali | Coppe continentali | Coppe continentali | Coppe continentali | Coppe continentali | Coppe continentali | Altre coppe | Altre coppe | Altre coppe | Altre coppe | Altre coppe | Totale | Totale | Totale | Totale | % Vittorie | Piazzamento |
| Stagione                     | Squadra                      | Comp                         | G          | V          | N          | P          | Comp            | G               | V               | N               | P               | Comp               | G                  | V                  | N                  | P                  | Comp        | G           | V           | N           | P           | G      | V      | N      | P      | %          | Piazzamento |
| ---------------------------- | ---------------------------- | ---------------------------- | ---------- | ---------- | ---------- | ---------- | --------------- | --------------- | --------------- | --------------- | --------------- | ------------------ | ------------------ | ------------------ | ------------------ | ------------------ | ----------- | ----------- | ----------- | ----------- | ----------- | ------ | ------ | ------ | ------ | ---------- | ----------- |
| 1998-1999                    | Borussia Dortmund            | BL                           | 34         | 16         | 9          | 9          | CG              | 3               | 1               | 1               | 1               | -                  | -                  | -                  | -                  | -                  | -           | -           | -           | -           | -           | 37     | 17     | 10     | 10     | 45,95      | 4°          |
| 1999-feb. 2000               | Borussia Dortmund            | BL                           | 18         | 7          | 7          | 4          | CG              | 1               | 0               | 0               | 1               | UCL+CU             | 8+2                | 3+1                | 3+0                | 2+1                | CdL         | 2           | 1           | 0           | 1           | 31     | 12     | 10     | 9      | 38,71      | Eson.       |
| Totale Borussia Dortmund     | Totale Borussia Dortmund     | Totale Borussia Dortmund     | 52         | 23         | 16         | 13         |                 | 4               | 1               | 1               | 2               |                    | 10                 | 4                  | 3                  | 3                  |             | 2           | 1           | 0           | 1           | 68     | 29     | 20     | 19     | 42,65      |             |
| ott. 2005-2006               | Bayer Leverkusen             | BL                           | 26         | 11         | 8          | 7          | CG              | 1               | 0               | 0               | 1               | CU                 | -                  | -                  | -                  | -                  | -           | -           | -           | -           | -           | 27     | 11     | 8      | 8      | 40,74      | Sub. 5°     |
| 2006-2007                    | Bayer Leverkusen             | BL                           | 34         | 15         | 6          | 13         | CG              | 2               | 0               | 1               | 1               | CU                 | 12                 | 4                  | 3                  | 5                  | CdL         | 1           | 0           | 1           | 0           | 49     | 19     | 11     | 19     | 38,78      | 5°          |
| 2007-2008                    | Bayer Leverkusen             | BL                           | 34         | 15         | 6          | 13         | CG              | 1               | 0               | 0               | 1               | CU                 | 12                 | 7                  | 1                  | 4                  | -           | -           | -           | -           | -           | 47     | 22     | 7      | 18     | 46,81      | 7°          |
| Totale Bayer Leverkusen      | Totale Bayer Leverkusen      | Totale Bayer Leverkusen      | 94         | 41         | 20         | 33         |                 | 4               | 0               | 1               | 3               |                    | 24                 | 11                 | 4                  | 9                  |             | 1           | 0           | 1           | 0           | 123    | 52     | 26     | 45     | 42,28      |             |
| 2008-feb. 2009               | Galatasaray                  | SL                           | 21         | 11         | 4          | 6          | TK              | 6               | 3               | 3               | 0               | UCL+CU             | 2+7                | 0+5                | 1+1                | 1+1                | ST          | 1           | 1           | 0           | 0           | 37     | 20     | 9      | 8      | 54,05      | Eson.       |
| 2009-2010                    | Eintracht Francoforte        | BL                           | 34         | 12         | 10         | 12         | CG              | 3               | 2               | 0               | 1               | -                  | -                  | -                  | -                  | -                  | -           | -           | -           | -           | -           | 37     | 14     | 10     | 10     | 37,84      | 10°         |
| 2010-mar. 2011               | Eintracht Francoforte        | BL                           | 27         | 9          | 4          | 14         | CG              | 3               | 2               | 1               | 0               | -                  | -                  | -                  | -                  | -                  | -           | -           | -           | -           | -           | 30     | 11     | 5      | 14     | 36,67      | Eson.       |
| Totale Eintracht Francoforte | Totale Eintracht Francoforte | Totale Eintracht Francoforte | 61         | 21         | 14         | 26         |                 | 6               | 4               | 1               | 1               |                    | -                  | -                  | -                  | -                  |             | -           | -           | -           | -           | 67     | 25     | 15     | 27     | 37,31      |             |
| lug.-dic. 2011               | Eskişehirspor                | SL                           | 17         | 9          | 3          | 5          | TK              | -               | -               | -               | -               | -                  | -                  | -                  | -                  | -                  | -           | -           | -           | -           | -           | 17     | 9      | 3      | 5      | 52,94      | Resc. cons. |
| dic. 2011-feb. 2012          | Hertha Berlino               | BL                           | 4          | 0          | 0          | 4          | CG              | 1               | 0               | 0               | 1               | -                  | -                  | -                  | -                  | -                  | -           | -           | -           | -           | -           | 5      | 0      | 0      | 5      | &0,00      | Sub. eson.  |
| ago.-nov. 2012               | Karabükspor                  | SL                           | 10         | 2          | 3          | 5          | TK              | 2               | 2               | 0               | 0               | -                  | -                  | -                  | -                  | -                  | -           | -           | -           | -           | -           | 12     | 4      | 3      | 5      | 33,33      | Dimis.      |
| 2013-2014                    | Grasshoppers                 | SL                           | 36         | 19         | 8          | 9          | CS              | 4               | 3               | 1               | 0               | UCL+UEL            | 2+2                | 0+1                | 0+0                | 2+1                | -           | -           | -           | -           | -           | 44     | 23     | 9      | 12     | 52,27      | 2°          |
| 2014-gen. 2015               | Grasshoppers                 | SL                           | 18         | 5          | 4          | 9          | CS              | 3               | 3               | 0               | 0               | UCL+UEL            | 2+2                | 0+0                | 1+0                | 1+2                | -           | -           | -           | -           | -           | 25     | 8      | 5      | 12     | 32,00      | Resc. cons  |
| Totale Grasshoppers          | Totale Grasshoppers          | Totale Grasshoppers          | 54         | 24         | 12         | 18         |                 | 7               | 6               | 1               | 0               |                    | 8                  | 1                  | 1                  | 6                  |             | -           | -           | -           | -           | 69     | 31     | 14     | 24     | 44,93      |             |
| gen.-mag. 2015               | Eskişehirspor                | SL                           | 18         | 6          | 5          | 7          | TK              | 4               | 2               | 0               | 2               | -                  | -                  | -                  | -                  | -                  | -           | -           | -           | -           | -           | 22     | 8      | 5      | 9      | 36,36      | Sub. 11°    |
| ago.-ott. 2015               | Eskişehirspor                | SL                           | 7          | 1          | 1          | 5          | TK              | 1               | 1               | 0               | 0               | -                  | -                  | -                  | -                  | -                  | -           | -           | -           | -           | -           | 8      | 2      | 1      | 5      | 25,00      | Resc. cons. |
| Totale Eskişehirspor         | Totale Eskişehirspor         | Totale Eskişehirspor         | 42         | 16         | 9          | 17         |                 | 5               | 3               | 0               | 2               |                    | -                  | -                  | -                  | -                  |             | -           | -           | -           | -           | 47     | 19     | 9      | 19     | 40,43      |             |
| 2020-gen. 2021               | Al-Ain                       | SPL                          | 15         | 3          | 1          | 11         | KC              | 1               | 1               | 0               | 0               | -                  | -                  | -                  | -                  | -                  | -           | -           | -           | -           | -           | 16     | 4      | 1      | 11     | 25,00      | Eson.       |
| 2022                         | Sanfrecce Hiroshima          | J1                           | 34         | 15         | 10         | 9          | CI+JLC          | 6+13            | 5+9             | 1+2             | 0+2             | -                  | -                  | -                  | -                  | -                  | -           | -           | -           | -           | -           | 53     | 29     | 13     | 11     | 54,72      | 3º          |
| 2023                         | Sanfrecce Hiroshima          | J1                           | 34         | 17         | 7          | 10         | CI+JLC          | 2+6             | 1+3             | 0+0             | 1+3             | -                  | -                  | -                  | -                  | -                  | -           | -           | -           | -           | -           | 42     | 21     | 7      | 14     | 50,00      | 3º          |
| 2024                         | Sanfrecce Hiroshima          | J1                           | 38         | 19         | 11         | 8          | CI+JLC          | 4+6             | 3+5             | 0+0             | 1+1             | ACL2               | 6                  | 5                  | 1                  | 0                  | -           | -           | -           | -           | -           | 54     | 32     | 12     | 10     | 59,26      | 2°          |
| 2025                         | Sanfrecce Hiroshima          | J1                           | 20         | 11         | 3          | 6          | CI+JLC          | 1+2             | 1+1             | 0+0             | 0+1             | ACL2               | 4                  | 2                  | 1                  | 1                  | SG          | 1           | 1           | 0           | 0           | 28     | 16     | 4      | 8      | 57,14      | In corso    |
| Totale Sanfrecce Hiroshima   | Totale Sanfrecce Hiroshima   | Totale Sanfrecce Hiroshima   | 126        | 62         | 31         | 33         |                 | 40              | 28              | 3               | 9               |                    | 10                 | 7                  | 2                  | 1                  |             | 1           | 1           | 0           | 0           | 177    | 98     | 36     | 43     | 55,37      |             |
| Totale Carriera              | Totale Carriera              | Totale Carriera              | 479        | 201        | 112        | 166        |                 | 76              | 48              | 10              | 18              |                    | 61                 | 28                 | 12                 | 21                 |             | 5           | 3           | 1           | 1           | 621    | 280    | 135    | 206    | 45,09      |             |

#### Nazionale
| Squadra | Naz               | dal             | al              | Record | Record | Record | Record     | Record | Record | Record | Record |
| G       | V                 | N               | P               | GF     | GS     | DR     | % Vittorie |        |        |        |        |
| ------- | ----------------- | --------------- | --------------- | ------ | ------ | ------ | ---------- | ------ | ------ | ------ | ------ |
| Grecia  | Grecia (bandiera) | 29 ottobre 2015 | 24 ottobre 2018 | 27     | 11     | 5      | 11         | 30     | 29     | +1     | 40,74  |
| Totale  | Totale            | Totale          | Totale          | 27     | 11     | 5      | 11         | 30     | 29     | +1     | 40,74  |

#### Nazionale greca nel dettaglio
| 2016             | Grecia        | Qual. Mondiale 2018           | 2° nel gruppo gruppo H, non qualificato dopo i play-off | 4  | 3  | 1 | 0  | 75,00 | 9  | 2  | +7 |
| 2017             | Grecia        | Qual. Mondiale 2018           | 2° nel gruppo gruppo H, non qualificato dopo i play-off | 6  | 2  | 3 | 1  | 33,33 | 8  | 4  | +4 |
| Play-off         | Grecia        | Qual. Mondiale 2018           | 2° nel gruppo gruppo H, non qualificato dopo i play-off | 2  | 0  | 1 | 1  | &0,00 | 1  | 4  | -3 |
| 2018             | Grecia        | UEFA Nations League 2018-2019 | Esonerato durante la fase                               | 4  | 2  | 0 | 2  | 50,00 | 3  | 4  | -1 |
| Dal 2015 al 2018 | Grecia        | Amichevoli                    |                                                         | 11 | 4  | 0 | 7  | 36,36 | 9  | 15 | -6 |
| Totale Grecia    | Totale Grecia | Totale Grecia                 | Totale Grecia                                           | 27 | 11 | 5 | 11 | 40,74 | 30 | 29 | +1 |

## Palmarès

### Allenatore

#### Competizioni nazionali
- Supercoppa di Turchia: 1

Galatasaray: 2008
- Coppa J. League: 1

Sanfrecce Hiroshima: 2022
- Supercoppa del Giappone: 1

Sanfrecce Hiroshima: 2025

### Individuale
- Allenatore dell'anno del campionato giapponese: 1

2022